# Ratpenat frugívor de Blanford
El ratpenat frugívor de Blanford (Sphaerias blanfordi) és una espècie de ratpenat de la família dels pteropòdids. Viu a Bhutan, la Xina, l'Índia, Myanmar, el Nepal, Tailàndia i el Vietnam. El seu hàbitat natural són els boscos de bambú. Les poblacions del sud d'Àsia estan afectades per la pèrdua d'hàbitat, però l'espècie en general no està en perill d'extinció.